# Abhimanyu Unnuth
Abhimanyu Unnuth (ur. 9 sierpnia 1937 w Triolet, zm. 4 czerwca 2018) – maurytyjski pisarz.

## Życiorys
Unnuth urodził się w Triolet, w rodzinie indyjskich emigrantów. Jego dziadkowie przyjechali na Mauritius z indyjskiego stanu Bihar, aby zatrudnić się na plantacji trzciny cukrowej. Znał język bhodźpuri i angielski, ale powieści pisał w hindi. Pracował jako robotnik na plantacji, konduktor w autobusie, a potem przez 18 lat jako nauczyciel w szkole podstawowej. Był doradcą w Ministerstwie Młodzieży i Sportu oraz wykładowcą i kierownikiem Departamentu Kreatywnego Pisania i Publikacji w MGI. Był dyrektorem Rabindranath-Tagore Institute. 
Napisał w języku hindi ponad 70 książek. Najbardziej znana jest Lal pasina (1977), trylogia opowiadająca losy robotników pracujących na polach trzcinowych Mauritiusa w czasach kolonialnych. W 2001 roku książka została przetłumaczona na język francuski i wydana pod tytułem Sueur de sang. Zmarł 4 czerwca 2018 r. na chorobę Alzheimera. 

## Nagrody
- 1966: Vishwa Hindi Sammaan[4]
- 1998:  George Grierson Award[4]
- 2000: Sahitya Bhushan Award[4]
- 1997: Rajiv Gandhi Memorial Award[4]
- 2018: National Award 2018 Mauritius (Nagroda Narodowa Mauritiusa za 2018)[4]
- 2014: Stypendium Sahitya Academy za wpływ w świecie literatury indyjskiej[4]
- honorowe członkostwo Sahitya Academy[4]